# Ion Nicolaescu
Ion Nicolaescu (n. 7 septembrie 1998, Chișinău, Republica Moldova) este un fotbalist moldovean, care joacă pe post de mijlocaș la Heerenveen în Eredivisie. Pe plan internațional, are prezențe la națională pentru Moldova U-19, Moldova U-21 și Republica Moldova.

## Cariera la echipe de club
La 20 mai 2016, Nicolaescu și-a făcut debutul la profesioniști, pentru Zimbru Chișinău în Divizia Națională într-un meci cu Academia Chișinău, intrând pe teren în minutul 65 din postura de rezervă.

### DAC Dunajská Streda
Nicolaescu s-a alăturat echipei slovace DAC Dunajská Streda în septembrie 2020. După doar două zile de la semnarea contractului, a marcat două goluri în victoria cu 5–3 contra echipei Jablonec, în turul secund preliminar al UEFA Europa League 2020-2021.

### Beitar Ierusalim
Nicolaescu marcat 15 goluri în campionat și trei în Cupa Israelului în sezonul 2022-23, ajutând pe Beitar Ierusalim să câștige Cupa.

### Heerenveen
La 7 august 2023, echipa olandeză Heerenveen a anunțat achiziționarea lui Nicolaescu care a semnat un contract pentru trei sezoane. Suma de transfer nu a fost dezvăluită dar este estimată la un milion de euro.

## Cariera la echipa națională
Ion Nicolaescu a debutat la echipa națională la 8 septembrie 2018, într-un meci din Liga Națiunilor UEFA 2018–2019, împotriva Luxemburgului (înfrângere cu 4-0). A intrat pe teren în minutul 62, în locul lui Radu Gînsari.
Într-un meci din preliminariile EURO 2024, a marcat o dublă contra Poloniei (victorie cu 3-2), ajungând la 12 goluri în tricoul echipei Moldovei și devenind cel mai bun marcator din istoria naționale (l-a depășit pe Serghei Cleșcenco care a marcat 11 goluri).

### Goluri Internaționale
| #   | Data               | Stadion                                 | Oponent        | Golul | Rezultat | Competiția                                                  |
| --- | ------------------ | --------------------------------------- | -------------- | ----- | -------- | ----------------------------------------------------------- |
| 1.  | 3 Septembrie 2020  | Stadio Ennio Tardini, Parma, Italia     | Kosovo         | 1–0   | 1–1      | Liga Națiunilor UEFA 2020-21                                |
| 2.  | 25 Martie 2021     | Stadionul Zimbru, Chișinău, Moldova     | Insulele Feroe | 1–0   | 1–1      | Calificările pentru Campionatul Mondial de Fotbal 2022      |
| 3.  | 12 Octombrie 2021  | Turner Stadium, Be'er Sheva, Israel     | Israel         | 1–2   | 1–2      | Calificările pentru Campionatul Mondial de Fotbal 2022      |
| 4.  | 15 Noiembrie 2021  | Wörthersee Stadion, Klagenfurt, Austria | Austria        | 1–3   | 1–4      | Calificările pentru Campionatul Mondial de Fotbal 2022      |
| 5.  | 24 Martie 2022     | Stadionul Zimbru, Chișinău, Moldova     | Kazahstan      | 1–0   | 1–2      | Liga Națiunilor UEFA 2020-21                                |
| 6.  | 3 Iunie 2022       | Rheinpark Stadion, Vaduz, Liechtenstein | Liechtenstein  | 1–0   | 2–0      | 2022–23 UEFA Nations League D\|Liga Națiunilor UEFA 2022-23 |
| 7.  | 10 Iunie 2022      | Stadionul Zimbru, Chișinău, Moldova     | Letonia        | 1–0   | 2–4      | 2022–23 UEFA Nations League D\|Liga Națiunilor UEFA 2022-23 |
| 8.  | 14 Iunie 2022      | Stadionul Zimbru, Chișinău, Moldova     | Andorra        | 2–1   | 2–1      | 2022–23 UEFA Nations League D\|Liga Națiunilor UEFA 2022-23 |
| 9.  | 22 Septembrie 2022 | Skonto Stadium, Riga, Letonia           | Letonia        | 2–0   | 2–1      | 2022–23 UEFA Nations League D\|Liga Națiunilor UEFA 2022-23 |
| 10. | 24 Martie 2023     | Stadionul Zimbru, Chișinău, Moldova     | Insulele Feroe | 1–1   | 1–1      | Preliminariile Campionatului European de Fotbal 2024        |
| 11. | 20 June 2023       | Stadionul Zimbru, Chișinău, Moldova     | Polonia        | 1–2   | 3–2      | Preliminariile Campionatului European de Fotbal 2024        |
| 12. | 20 June 2023       | Stadionul Zimbru, Chișinău, Moldova     | Polonia        | 2–2   | 3–2      | Preliminariile Campionatului European de Fotbal 2024        |
| 13. | 12 Octombrie 2023  | Friends Arena, Stockholm, Suedia        | Suedia         | 1–2   | 1–3      | Meci amical                                                 |
| 14. | 15 Octombrie 2023  | Stadion Narodowy, Varșovia, Poland      | Polonia        | 1–0   | 1–1      | Preliminariile Campionatului European de Fotbal 2024        |